# Acentrogobius viganensis
Acentrogobius viganensis  é uma espécie de peixe da família Gobiidae e da ordem Perciformes.

## Habitat
É um peixe de clima tropical e demersal.

## Distribuição geográfica
Encontra-se nas Ilhas Ryukyu, Taiwan e nas Filipinas.

## Observações
É inofensivo para os seres humanos.